# Arden-Arcade
Arden-Arcade es un lugar designado por el censo ubicado en el condado de Sacramento en el estado estadounidense de California. En el año 2007 tenía una población de 96,025 habitantes y una densidad poblacional de 1,951.7 personas por km². Arden-Arcade forma parte del área metropolitana de Sacramento.

## Geografía
Arden-Arcade se encuentra ubicado en las coordenadas 38°36′19″N 121°22′47″O / 38.60528, -121.37972. Según la Oficina del Censo, la ciudad tiene un área total de 49,2 km² (19,0 mi²), de la cual 48,9 km² (18,9 mi²) es tierra y 0,3 km² (0,1 mi²) (0.58%) es agua.

## Demografía
Según la Oficina del Censo en 2000 los ingresos medios por hogar en la localidad eran de $40,335, y los ingresos medios por familia eran $51,152. Los hombres tenían unos ingresos medios de $38,935 frente a los $31,743 para las mujeres. La renta per cápita para la localidad era de $26,530. Alrededor del 13.7% de la población estaban por debajo del umbral de pobreza.